# Lechriodus fletcheri
Lechriodus fletcheri és una espècie de granota que viu a Austràlia.